# Lusignan-ház

A Lusignan-ház ciprusi címere

A Lusignan-ház egy nemesi dinasztia volt, amelynek gyökerei a 10. századra vezethetőek vissza. A család frank eredetű, a francia Poitou régióból származik. A Lusignan család tagja közül kerültek ki egy időben Angoulême és Marche grófjai, illetve a Jeruzsálemi Királyság, a Ciprusi Királyság és Örményország uralkodói.

## Fordítás
- Ez a szócikk részben vagy egészben  a   Maison de Lusignan című francia Wikipédia-szócikk ezen változatának fordításán alapul.  Az eredeti cikk szerkesztőit annak laptörténete sorolja fel. Ez a jelzés csupán a megfogalmazás eredetét és a szerzői jogokat jelzi, nem szolgál a cikkben szereplő információk forrásmegjelöléseként.